# ディンムハメッド・クナーエフ
ディンムハメッド・アーメドヴィチ・クナーエフ（カザフ語: Дінмұхаммед Ахмедұлы Қонаев、ロシア語: Динмухаммед Ахмедович Кунаев、1911年1月12日 - 1993年8月22日）は、カザフ・ソビエト社会主義共和国の政治家、ソ連共産党員。

## 生涯
ヴェールヌイ市（現アルマトイ市）出身。1936年、モスクワ非鉄金属・金大学を卒業し、鉱山技師の資格を得た。1939年、ソ連共産党に入党。
大学卒業後、「プリバルハシュストロイ」に派遣。第二次世界大戦中、「アルタイポリメタル」コンビナートの副主任技師、技術課長、並びにレニノゴルスク鉱山管理所リッデル鉱山所長。
その後、カザフ・ソビエト社会主義共和国人民委員会議議長（1942年 - 1952年）、カザフ・ソビエト社会主義共和国科学アカデミー総裁（1952年 - 1955年）、カザフ・ソビエト社会主義共和国閣僚会議議長（1955年 - 1960年、1962年 - 1964年）、カザフスタン共産党中央委員会第一書記（1960年 - 1962年、1964年 - 1986年）として働いた。レオニード・ブレジネフ書記長とはブレジネフがカザフ共産党第一書記時代、アカデミー総裁、首相として農業改革を手伝った間柄であり、ブレジネフの中央復帰、書記長就任とともにクナーエフも厚く遇された。
クナーエフは、20年以上ソ連共産党中央委員会政治局員であり、25年以上カザフ・ソビエト社会主義共和国最高会議代議員だった。
1986年12月11日、クナーエフの不在時に政治局会議が突然開かれ、彼は年金生活に送られた。12月16日、カザフスタン共産党中央委員会幹部会会議が行われ、ロシア人のゲンナジー・コルビンが第一書記に選出された。このことは、カザフ人の暴動の原因ともなった。
また、スターリンからゴルバチョフの時代を生き抜き、スターリン時代からの最後の生き残りとなった。1991年8月19日のクーデターから2年後の1993年8月22日に死去した。82歳没。

## パーソナル
100件以上の科学論文を有する。カザフ・ソビエト社会主義共和国科学アカデミー会員。
社会主義労働英雄の称号を3度受賞。著書に、「私の時代」（1992年）、「スターリンからゴルバチョフまで」（1994年）がある。